# آرون سيرز
آرون سيرز (بالإنجليزية: Arron Sears)‏ هو لاعب كرة قدم أمريكية أمريكي، ولد في 25 أكتوبر 1984 في راسلفيل في الولايات المتحدة.

## وصلات خارجية
- آرون سيرز على موقع مرجع كرة القدم المحترفة.كوم (الإنجليزية)